# Chalcotropis radiata
Chalcotropis radiata là một loài nhện trong họ Salticidae.
Loài này thuộc chi Chalcotropis. Chalcotropis radiata được Eugène Simon miêu tả năm 1902.